# Пруса (миноносец)
«Пруса» — греческий миноносец. Бывший австрийский миноносец 94-F.
Построен на верфи фирмы Ganz Danubius Co. в Фиуме.
Принадлежит большой серии австрийских миноносцев типа (Tb 82 F), построенных в Фиуме, и типа (Tb98 M), построенных в Монфальконе.
Одно из 6 судов этого типа, предоставленных Греции в 1922 году в качестве репараций после окончания Первой мировой войны и раздела австрийского флота. Все греческие суда этих типов получили имена древних греческих городов Малой Азии, оставленных греческой армией в том же 1922 году: «Пергамос» (Пергам), «Пруса» (Бурса), «Панормос» (Бандырма), «Киос» (Гемлик), «Кидониэ» (Айвалык), «Кизикос» (Кизик).
Спущен на воду в 1913 году.
Перед передачей греческому флоту прошёл капитальный ремонт в Венеции. В дальнейшем прошёл модернизацию на базе греческого флота на острове Саламин. Принял участие в морских операциях греко-итальянской войны 1940—1941 годов. 4 апреля 1941 года, за 2 дня до вступления в войну Германии, пришедшей на помощь итальянцам, миноносец подвергся атаке немецких самолётов на острове Керкира. Судно получило множество пробоин. Не имея возможности заделать течи и следовать согласно приказу на юг, командир корабля, лейтенант ВМС Н. Коцилирис, приказал экипажу потопить корабль в порту Керкиры.